# امیکامکا
امیکامکا (به اسپانیایی: Amecameca) یک منطقهٔ مسکونی در مکزیک است که در ایالت مکزیک واقع شده‌است.

## خصوصیات
امیکامکا ۴۸٬۳۶۳ نفر جمعیت دارد و ۲٬۴۸۰ متر بالاتر از سطح دریا واقع شده‌است.